# The Woman the Germans Shot
The Woman the Germans Shot (literal, La mujer a la que dispararon los alemanes), también conocida como El caso Cavell, es una película muda biográfica de 1918 basada en la vida de la enfermera Edith Cavell. Fue dirigida por John G. Adolfi y protagonizada por Julia Arthur en su debut en la pantalla. 

## Resumen
Edith Cavell es una enfermera enamorada de su oficio. Un día, su novio George Brooks parte para la guerra y cuando años más tarde se reencuentran él es ahora es un hombre ciego de mediana edad y tiene un hijo llamado Frank. Cavell le atiende mientras se recupera de una operación para recuperar la vista. Entretanto, estalla la Primera Guerra Mundial y regresa a Bélgica, donde enseña a otras enfermeras. Después de que los alemanes tomen el país y su hospital se convierta en una cárcel de soldados británicos, Edith Cavell siente empatía por los heridos presos, a los que cuida aunque las nuevas autoridades lo prohíban. Cuando es descubierta por los alemanes, siente en su piel la injusticia. La vigilan, pero a pesar de ello encuentra al joven Frank Brooks y lo ayuda a escapar, enviando su mensaje a todo Reino Unido para que luche. Es arrestada, juzgada y, a pesar de los esfuerzos de las naciones civilizadas por salvarla, ejecutada. Su muerte ayudará a formar un ejército que luche para evitar atrocidades similares.

## Reparto
- Julia Arthur : Edith Cavell
- Creighton Hale : Frank Brooks
- Thomas Brooks : George Brooks
- George Le Guere : George Brooks de joven
- William H. Tooker : General von Blissing
- J. W. Johnston : ministro belga
- Paul Panzer : Baron von der Lancker
- Joyce Fair : Joan Clemons
- George Majeroni : embajador español
- Sara Alexander : Mrs. Clavell
- Amy Dennis : joven Edith Cavell as a young woman
- Fred Melville : embajador británico
- Martin Faust : secretario de la legación estadounidense
- George Dupree : abogado belga
- Fred Kalgren : capitán Von Baring
- Louis Sturz : M. Kirschen

## Conservación
Sin huellas de La Mujer a la Que Dispararon los Alemanes ubicado en cualquier archivo de cine, es un película perdida.